# Tour du garde champêtre (Budapest)
La Tour du garde champêtre (en hongrois : Csősztorony) est un monument situé dans le 10e arrondissement de Budapest. Construit au sommet de l'Ó-hegy, cet édifice permettait aux gardes champêtres de surveiller les vignes et de prévenir le vol de raisin.